# Kitakami
Kitakami (北上市?, Kitakami-shi) è una città giapponese della prefettura di Iwate.